# The Cosmos Rocks
The Cosmos Rocks je album britanskog rock sastava "Queen + Paul Rodgers" koji je objavljen u EU 15. rujna 2008. godine, dok je u SAD-u objavljen 28. listopada 2008. Album je sniman od 2006. do 2008. godine u "The Priory Recording Studio" u vlasništvu Rogera Taylora.
Na albumu se nalazi 14 novih pjesama koje su napisali Brian May, Roger Taylor i Paul Rodgers. Ovo je prvi album sastava još od davne 1995. godine i albuma  "Made in Heaven". Ovaj album ujedno je i prvi studijski album sastava na kojemu glavnu vokalnu ulogu nema Freddie Mercury nego Paul Rodgers. Pokojni Mercury se ne pojavljuje na albumu, kao ni basist John Deacon koji ne želi sudjelovati u daljim projektima grupe, ali ih podržava u svim aktivnostima. Brian May, jedan od osnivača legendarnog sastava "Queen" u nekoliko raznih promocija novog studijskog albuma sastava "Queen + Paul Rodgers" kazao je kako je oduševljen novim zvukom. "Ne mogu dočekati dan kada će album i službeno biti predstavljen javnosti. Presretni smo što je duh Freddija i "Queena" i dalje živ. Ovaj album posvećen je Freddiju" - emotivno je kazao May.
Pjesma Take Love, koju je sastav napravio još 2006. godine, tijekom američke turneje, nije objavljena na albumu niti je snimljena.

## Popis pjesama
1. "Cosmos Rockin'" (Taylor) - 4:10
2. "Time to Shine" (Rodgers) - 4:23
3. "Still Burnin'" (May) - 4:04
4. "Small (Taylor)" - 4:39
5. "Warboys (A Prayer for Peace)"(Rodgers) - 3:18
6. "We Believe" (May) - 6:08
7. "Call Me" (Rodgers) - 2:59
8. "Voodoo" (Rodgers) - 4:27
9. "Some Things That Glitter" (May) - 4:03
10. "C-lebrity" (Taylor) - 3:38
11. "Through the Night" (Rodgers) - 4:54
12. "Say It's Not True" (Taylor) - 4:00
13. "Surf's Up... School's Out!" (Taylor) -	5:38
14. "Small" (Reprise)(Taylor) - 2:50

### Bonus pjesma (Posebno za 'iTunes Music Store')
- 15. "Runaway" (Shannon/Crook) - 5:28

### Limitirano bonus izdanje na DVD-u -Super Live In Japan - Highlights(CD s Japanskog izdanja)
1. "Reaching Out" (Hill/Black)
2. "Tie Your Mother Down" (May)
3. "Fat Bottomed Girls" (May)
4. "Another One Bites the Dust" (Deacon)
5. "Fire and Water" (Rodgers/Fraser)
6. "Crazy Little Thing Called Love" (Mercury)
7. "Teo Torriatte (Let Us Cling Together)" (May)
8. "These Are the Days of Our Lives" (Queen)
9. "Radio Ga Ga" (Taylor)
10. "Can’t Get Enough" (Ralphs)
11. "I Was Born to Love You" (Mercury)
12. "All Right Now" (Rodgers/Fraser)
13. "We Will Rock You" (May)
14. "We Are the Champions" (Mercury)
15. "God Save the Queen" (trad.)

## Pozicija na Top ljestvici
| Država                 | Top ljestvica | Top ljestvica | Naklada    | Naklada |
|                        | Pozicija      | Tjedan        | Certifikat | Prodaja |
| ---------------------- | ------------- | ------------- | ---------- | ------- |
| Estonija               | 1             | 1             | -          | -       |
| Njemačka               | 4             |               | -          | -       |
| Švicarska              | 5             | 7             | -          | -       |
| Ujedinjeno Kraljevstvo | 5             |               | -          | -       |
| Italija                | 6             | 3             | -          | -       |
| Nizozemska             | 8             | 7             | -          | -       |
| Grčka                  | 9             | 1             | -          | -       |
| Austrija               | 11            | 8             | -          | -       |
| Mađarska               | 15            | 1             | -          | -       |
| Finska                 | 15            | 2             | -          | -       |
| Belgija                | 16            | 4             | -          | -       |
| Belgija Vl             | 18            | 4             | -          | -       |
| Španjolska             | 20            | 6             | -          | -       |
| Danska                 | 24            | 1             | -          | -       |
| Švedska                | 24            | 5             | -          | -       |
| Portugal               | 25            | 1             | -          | -       |
| Francuska              | 28            | 4             | -          | -       |
| Norveška               | 31            | 1             | -          | -       |
| Kanada                 | 33            | 1             | -          | -       |
| Japan                  | 40            | 6             | -          | -       |
| Sjedinjene Države      | 47            | 2             | -          | -       |
| Irska                  | 47            | 1             | -          | -       |
| Australija             | 49            | 1             | -          | -       |

## Izvođači
- Brian May – Prva gitara, bas-gitara, prateći vokali, prvi vokal, pianino, sintisajzer
- Paul Rodgers – Prvi vokal, bas-gitara, prateći vokali, pianino, ritam gitara, sintisajzer, usna harmonika
- Roger Taylor – Bubnjevi, udaraljke, prvi vokal, prateći vokali, sintisajzer
- Taylor Hawkins – Prateći vokali u skladbi "C-lebrity"[1]

## Vanjske poveznice
- Službene stranice Queena + Paula Rodgersa